# Isostasius musculus
Isostasius musculus är en stekelart som beskrevs av William Harris Ashmead 1887. Isostasius musculus ingår i släktet Isostasius och familjen gallmyggesteklar. Inga underarter finns listade i Catalogue of Life.